# 兵庫県道402号白浜姫路停車場線
兵庫県道402号白浜姫路停車場線（ひょうごけんどう402ごう しらはまひめじていしゃじょうせん）は、兵庫県姫路市を通る一般県道である。

## 概要
姫路市白浜町から姫路市南駅前町に至る。
飾磨バイパス開通に伴い国道250号旧道区間の一部を取り込む経路変更が行われた。

### 路線データ
- 起点：姫路市白浜町（新開公園西交差点、国道250号交点）
- 終点：姫路市南駅前町（JR西日本山陽本線・姫新線・播但線・山陽新幹線・山陽電気鉄道本線 姫路駅前、兵庫県道219号姫路停車場線起点、兵庫県道401号中島姫路停車場線終点）
- 総延長：6.405 km

## 歴史
- 2015年（平成27年）3月31日 - 兵庫県告示第274号により、飾磨バイパス開通に伴い国道250号旧道区間の一部を取り込み、起点位置を変更[1]。

## 路線状況

### 重複区間
- 兵庫県道517号妻鹿花田線（姫路市兼田・兼田交差点 - 姫路市四郷町東阿保・阿保橋東交差点）
- 兵庫県道516号姫路環状線（姫路市阿保）
- 兵庫県道219号姫路停車場線（姫路市北条 - 姫路市南駅前町（終点））
- 兵庫県道401号中島姫路停車場線（姫路市北条・姫路駅南交番前交差点 - 姫路市南駅前町（終点））

### 道路施設

#### 橋梁
- 住吉橋（松原川、姫路市）
- 阿保川（市川、姫路市）

## 地理

### 通過する自治体
- 兵庫県
  - 姫路市

### 交差する道路
| 交差する道路                                                                      | 交差する場所     | 交差する場所            |
| --------------------------------------------------------------------------------- | ---------------- | ----------------------- |
| 国道250号                                                                         | 白浜町           | 新開公園西交差点 / 起点 |
| 兵庫県道517号妻鹿花田線                                                           | 飾磨区妻鹿（）   | 妻鹿交差点              |
| 兵庫県道552号北原八家線                                                           | 北原             | 北原交差点              |
| 国道2号 / 姫路バイパス                                                            | 兼田（）         | [ 注釈 1 ]              |
| 兵庫県道517号妻鹿花田線 重複区間起点                                              | 兼田             | 兼田交差点              |
| 兵庫県道517号妻鹿花田線 重複区間終点                                              | 四郷町東阿保（） | 阿保橋東交差点          |
| 兵庫県道516号姫路環状線 重複区間起点                                              | 阿保（）         |                         |
| 兵庫県道516号姫路環状線 重複区間終点                                              | 阿保             |                         |
| 兵庫県道219号姫路停車場線 重複区間起点                                            | 北条             |                         |
| 兵庫県道401号中島姫路停車場線 重複区間起点                                        | 北条             | 姫路駅南交番前交差点    |
| 兵庫県道219号姫路停車場線 重複区間終点 兵庫県道401号中島姫路停車場線 重複区間終点 | 南駅前町         | 終点                    |

### 交差する鉄道
- 山陰本線

### 沿線
- 姫路市立妻鹿小学校
- 姫路市立白浜小学校
- 山陽電気鉄道本線 白浜の宮駅
- 姫路市立灘中学校
- JR西日本山陽本線・姫新線・播但線・山陽新幹線・山陽電気鉄道本線 姫路駅